# Villers-la-Faye
Villers-la-Faye ist eine französische Gemeinde mit 400 Einwohnern (Stand 1. Januar 2022) im Département Côte-d’Or in der Region Bourgogne-Franche-Comté. Sie gehört zum Kanton Nuits-Saint-Georges und zum Arrondissement Beaune.
Nachbargemeinden sind Marey-lès-Fussey im Nordwesten, Meuilley im Norden, Chaux im Nordosten, Comblanchien im Osten, Corgoloin im Südosten, Magny-lès-Villers im Süden und Échevronne im Südwesten.

## Bevölkerungsentwicklung
| Jahr                       | 1962 | 1968 | 1975 | 1982 | 1990 | 1999 | 2008 | 2018 |
| -------------------------- | ---- | ---- | ---- | ---- | ---- | ---- | ---- | ---- |
| Einwohner                  | 260  | 271  | 266  | 315  | 386  | 406  | 401  | 385  |
| Quellen: Cassini und INSEE |      |      |      |      |      |      |      |      |

## Weinbau
Die Weinreben in Villers-la-Faye liegen im Weinbaugebiet Bourgogne. Sie sind für die Produktion des Crémant de Bourgogne zugelassen.

## Siehe auch

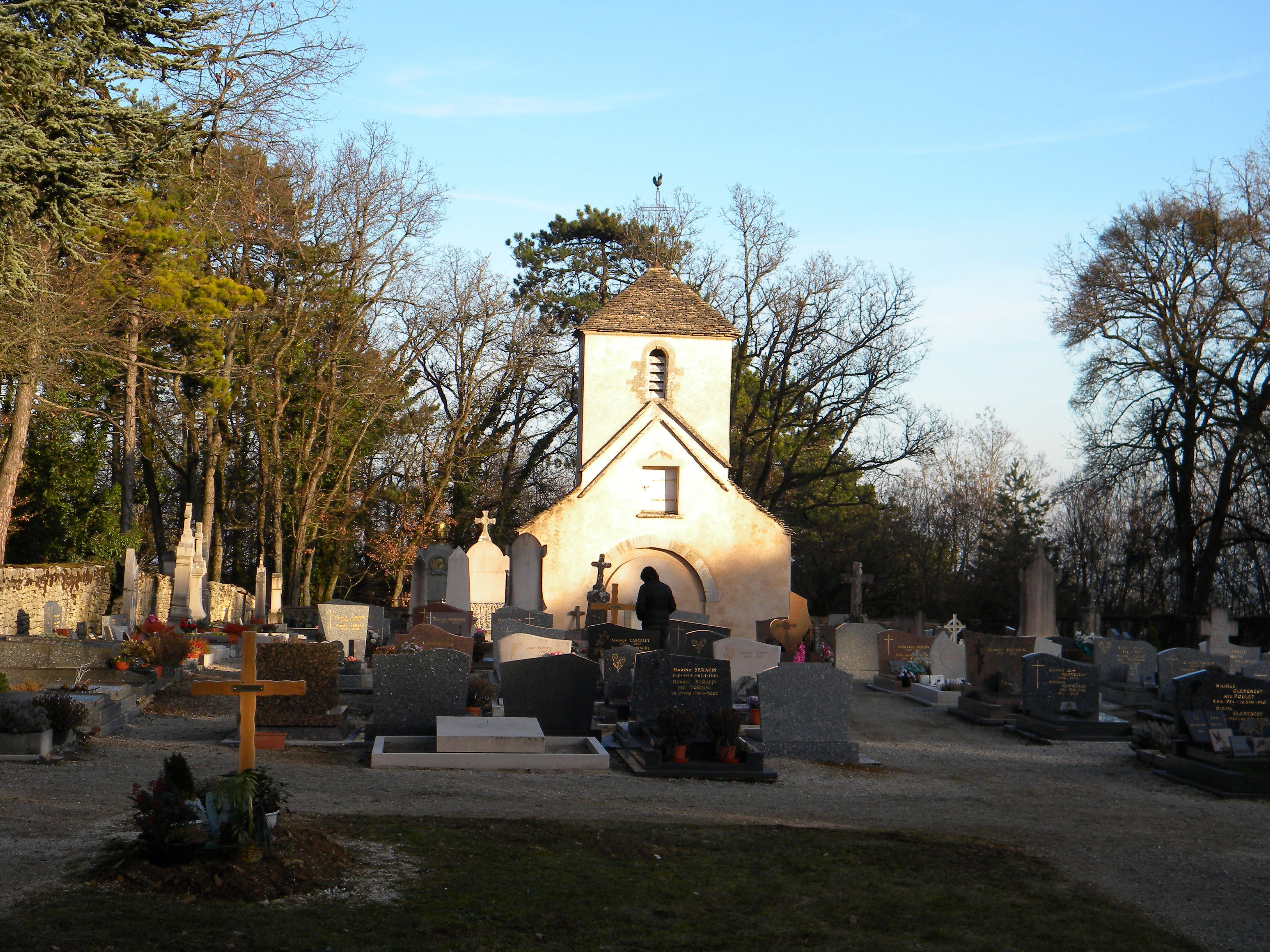
Friedhofskapelle St-Abdon, Monument historique seit 1925